# Piet de Boer (schaatser)
Piet de Boer, (Jellum?, 31 mei 1946), was een Friese schaatser op de korte afstanden.
Hij werd in 1968 voor het eerst Nederlands kampioen Kortebaanschaatsen. Hij werd in totaal 11 keer Nederlands kampioen op dit onderdeel in de periode 1968-1980, waarvan acht titels werden behaald in Thialf. Het is daarom dat hij een van de tien gezichten is in deze ijshal van Heerenveen.

## Persoonlijke records
| Afstand    | Tijd    | Datum            | Baan       |
| ---------- | ------- | ---------------- | ---------- |
| 500 meter  | 39,10   | 29 januari 1977  | Grefrath   |
| 1000 meter | 1.20,3  | 24 februari 1982 | Inzell     |
| 1500 meter | 2.08,9  | 15 november 1982 | Heerenveen |
| 3000 meter | 4.45,3  | 25 februari 1982 | Inzell     |
| 5000 meter | 8.53,46 | 28 november 1975 | Heerenveen |

## Uitslagen
| Jaar | Kampioenschap | Uitslag |
| ---- | ------------- | ------- |
| 1970 | NK Sprint     | 10      |
| 1971 | NK Sprint     | 8       |
| 1973 | NK Sprint     | 5       |
| 1974 | NK Sprint     | 4       |
| 1974 | WK Sprint     | 27      |
| 1975 | NK Sprint     | 5       |
| 1976 | NK Sprint     | 2       |
| 1977 | NK Sprint     | 10      |
| 1978 | NK Sprint     | 6       |
| 1979 | NK Sprint     | 6       |
| 1980 | NK Sprint     | 9       |
| 1981 | NK Sprint     | 9       |